# Ermida de Nossa Senhora de Santa Rita
A Ermida de Nossa Senhora de Santa Rita, igualmente conhecida como Ermida de Santa Rita, é um edifício religioso situado junto à localidade de Santa Rita, no Município de Vila Real de Santo António do Distrito de Faro, em Portugal.

## Descrição e história
Esta ermida foi construída no século XVIII.
O edifício é de uma só nave, possuindo uma capela-mor com cobertura em cúpula, e um coro. No interior destaca-se o conjunto do altar, com a imagem de Santa Rita.
Junto à ermida, é realizada regularmente uma festa em dedicação à sua padroeira.